# Le Roulier
Le Roulier là một xã, nằm ở tỉnh Vosges trong vùng Grand Est của Pháp. Xã này có diện tích 5,67 kilômét vuông, dân số năm 1999 là 163 người. Xã này nằm ở khu vực có độ cao trung bình 429m trên mực nước biển.

## Biến động dân số
| 1962                                         | 1968 | 1975 | 1982 | 1990 | 1999 |
| -------------------------------------------- | ---- | ---- | ---- | ---- | ---- |
| 127                                          | 140  | 124  | 152  | 173  | 163  |
| Số liệu từ năm 1962: Dân số không tính trùng |      |      |      |      |      |